# Ropa (vállalat)
A Ropa Fahrzeug und Maschinenbau GmbH egy német speciális mezőgazdasági gépgyártó cég. A cég székhelye Herrngiersdorfban található, Sittelsdorf városrészben. Termékpalettájukban megtalálhatóak cukorrépa-betakarítók, cukorrépa-tisztító rakodók és burgonyabetakarító gépek is.

## Története

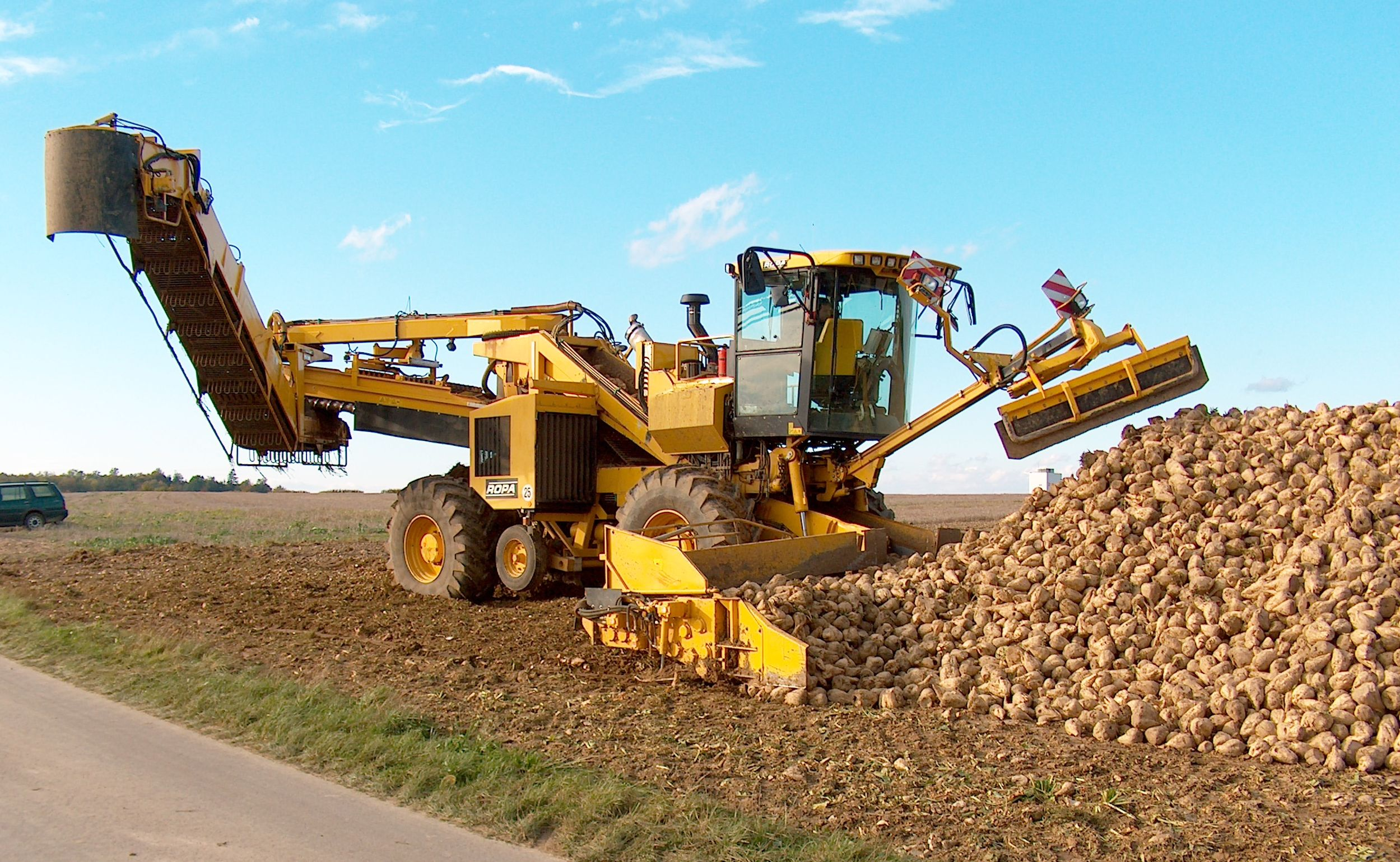
Ropa euro Maus

A Ropa története visszanyúlik Hermann Paintner mezőgazdasági termelőhöz, aki az első önjáró cukorrépa-kombájnját más járműalkatrészekből építette fel. Az alkatrészeket leginkább a környező hulladékgyűjtőüzemekből szerezte, 1972-ben, a szülei gazdaságában. Később Alfons Holmer-el közösen tervezte és fejlesztette ki 1974-ben az első önjáró cukorrépa kiszedő gépet, majd pár év múlva kivált a Holmer cégtől, és 1986-ban megalapította saját cégét, a Ropa Fahrzeug und Maschinenbau GmbH-t. Az 1980-as években Paintner kezdetben kisebb és olcsóbb cukorrépa-kombájnokat fejlesztett ki, de a piacot nem tudta velük uralni. 1987-ben a Südzucker AG megbízta Paintner-t egy cukorrépa tisztító és rakodógép megtervezésével, melynek fantázianeve "Lade-Maus" lett. 1998-ban kifejlesztették az "euro Maus" és az "euro Tiger" nevű gépeket, melyeket az évek során folyamatosan korszerűsítettek. A Sittelsdorfi gyárnak mintegy 300 alkalmazottja van; emellett pedig összesen öt leányvállalatot alapítottak szervizelésre, pótalkatrészekre és forgalmazásra Franciaországban, Ukrajnában, Oroszországban és Lengyelországban. 2012. szeptember 1-jétől a Ropa átvette a WM burgonyatechnológiát.

## Termékek

### Cukorrépa kiszedők

#### 3 tengelyes
- euro-Tiger V8-3
- euro-Tiger V8-3 XL
- euro-Tiger V8-4: 598 lóerős (440 KW) 6 hengeres Mercedes Benz dízelmotor hajtja, ami SCR (AdBlue) katalizátorral van felszerelve. Bunker kapacitása 40 m³, s egyszerre 6 sor kiszedésére képes.[1]
- euro-Tiger V8-4 XL: Az XL verzió egyszerre 12 sor cukorrépát tud kiszedni a földből.
- Tiger 5: 626 lóerős (460 KW) 6 hengeres Mercedes Benz dízelmotor hajtja. Bunker kapacitása 43 m³ (kb. 30 t). Az Agritechnica Újdonság Bizottsága innovációs kitüntetést adott az "R-Soil Protect MICHELIN CerexBib" gumiabroncs-technológiával ellátott, talajvédő, hidraulikus felfüggesztési rendszere miatt. Már a kéttengelyes ROPA Pantherben egy úttörő lejtéskiegyenlítő és felfüggesztési rendszer került kialakításra, a Tiger 5-ben ez a koncepció kiegészült a hátsó tengelyek hidraulikus futóműves felfüggesztésével. A 2016-os modellévtől az R-cab kabin jelentősen megújult.[2]
- Tiger 6: Két erőteljes erőforrással, egy 700 lóerős (515 KW) 6 hengeres Volvo Penta és 768 lóerős (565 KW) 6 hengeres Volvo Penta dízelmotorral kapható. Bunker kapacitása 43 m³ (kb. 30 t). Az extra teljesítmény a Tiger 5-höz képest akár 142 LE/105 kW. Rendkívül földkímélő, az automatikus lejtéskiegyenlítésű hidraulikus felfüggesztési rendszer tökéletesen integrálódott az új géptervezésbe. A nagyobb teljesítményű bunker-kiürítés gyorsabb munkát tesz lehetővé. A gép formatervezése elnyerte a Red Dot dizájndíjat 2018-ban.[3][4]

#### 2 tengelyes
- Panther: 530 lóerős (390 KW) 6 hengeres Mercedes Benz dízelmotor hajtja. Bunker kapacitása 28 m³ (kb. 20 t). Az újonnan kialakított R-Cab vezetőfülkéjében az új, intuitív R-Concept működési koncepció számos kényelmi funkcióval rendelkezik.[5]
- Panther 2: Két erőteljes erőforrással, egy 700 lóerős (515 KW) 6 hengeres Volvo Penta és 768 lóerős (565 KW) 6 hengeres Volvo Penta dízelmotorral kapható. Bunker kapacitása 30 m³ (kb. 21 t). Rugóstabilizáló és automatikus lejtéskiegyenlítő rendszerrel rendelkezik.[6]

### Cukorrépa tisztítók és rakodók
A "MAUS" egy német mozaikszó: M=Mieten (kiadás), A= Aufnahme (felvétel), U=Umladen (átrakás), S=System (rendszer)
- euro-Maus 2
- euro-Maus 3: 299 lóerős (220 KW) 6 hengeres Mercedes Benz dízelmotor hajtja. Teljesítménye legfeljebb 550t/óra. Felszedőasztal szélessége 8,7 méter.[7]
- euro-Maus 4: 326 lóerős (240 KW) 6 hengeres Mercedes Benz dízelmotor hajtja. Kezelőfülkéje hidraulikusan felemelhető, így a kezelő jobban bele tud látni a teherautók platójába. A felszedőasztal szélessége 10,2 méter. A több, mint 9 méter hosszú, ellensúlyozó karja garantálja a legjobb stabilitást.[8]
- Maus 5: 354 lóerős (260 KW) 6 hengeres Mercedes Benz dízelmotor hajtja. R-Concept fülkéje számos kényelmi funkcióval bővült. Felszedőasztal szélessége 10,2 méter.[9]
- BunkerMaus: Ez a típus nem rendelkezik felszedőasztallal, a répát homlokrakodógép vagy kotrógép rakja bele a bunkerjébe, ahonnan azt tisztítást követően továbbítja a közúti szállítójárműre. Ez a gép kifejezetten nehéz körülményekhez, vagy burkolt felületekről történő árufelvételhez lett tervezve.[10]
  - BunkerMaus 3
  - BunkerMaus 4
  - BunkerMaus 5

### Burgonya kiszedők

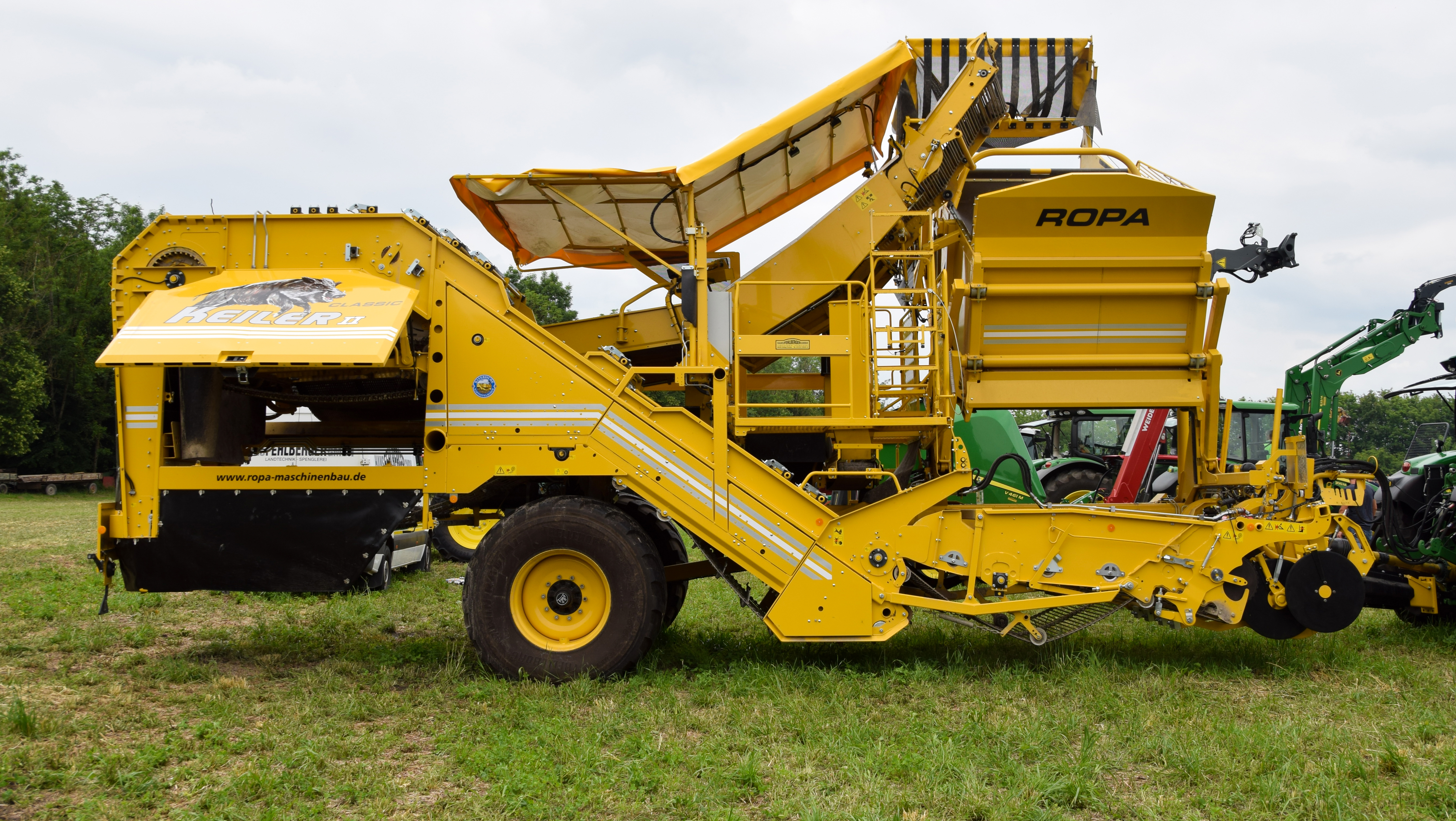
Keiler 2

- Keiler 1: Vontatott, egysoros burgonya kombájn. Bunker térfogat 6 tonna.[11]
- Keiler 2: Vontatott, kétsoros burgonya kombájn. Bunker térfogat 7,5 tonna.[12]
- Keiler 2L: Vontatott, kétsoros burgonya kombájn. Bunker térfogat 5,5 tonna. Különbség, hogy ez a verzió teljesen hidraulikus hajtóművel rendelkezik.[13]

### Egyéb
- NawaRo-Maus: Biogázüzemek logisztikájának segítésére fejlesztették ki. Az aprított anyagokat, mint például kukorica szilázst, faaprítékot a NawaRo-Maus a tábla széléről könnyedén felveszi, és azt közúti járművekre (teherautókra) tölti. Átviteli kapacitása körülbelül 10–15 m³/perc, a felszedőasztal szélessége 8 méter.[14]

Ropa gépek
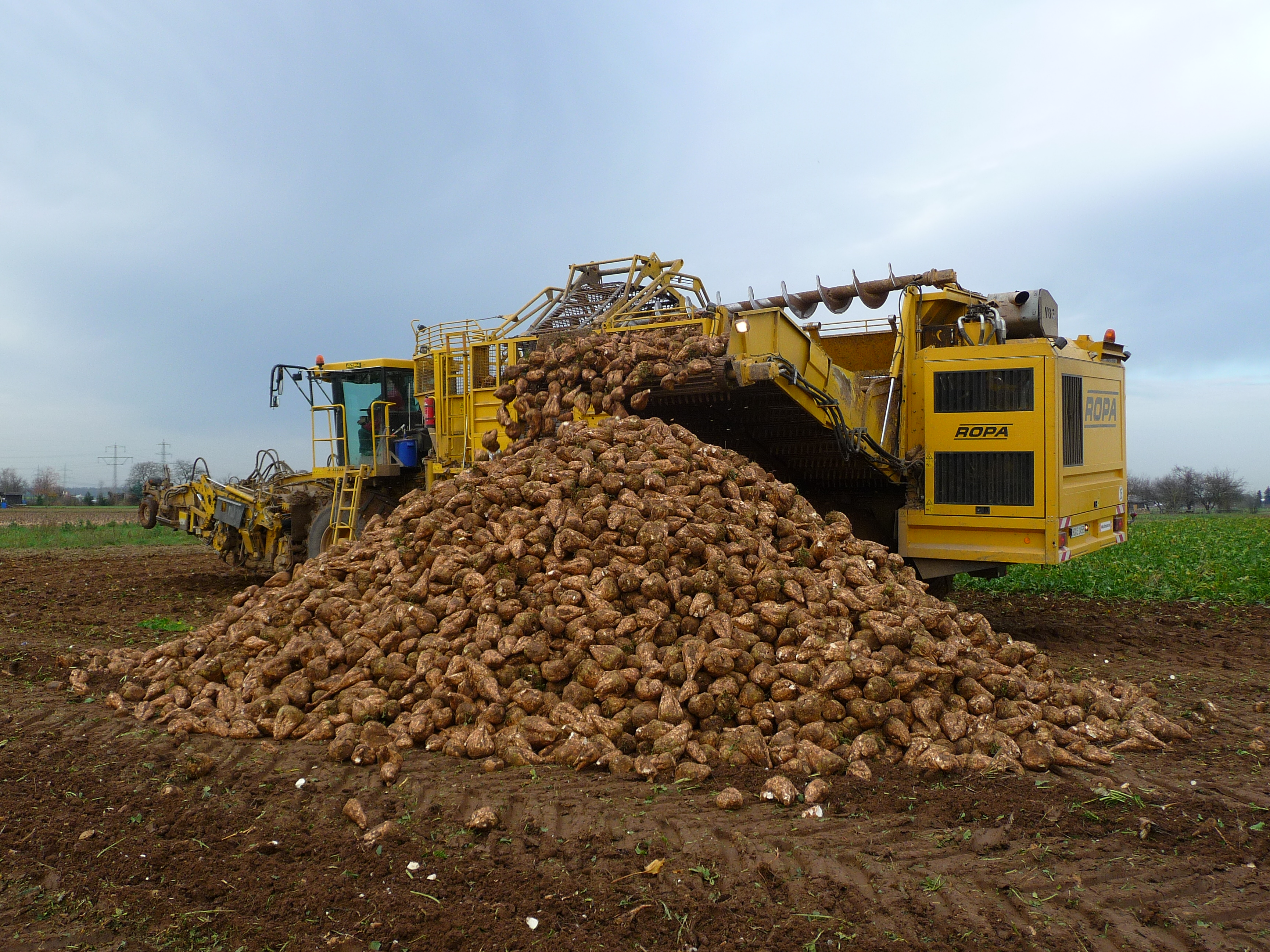
ROPA Euro Tiger
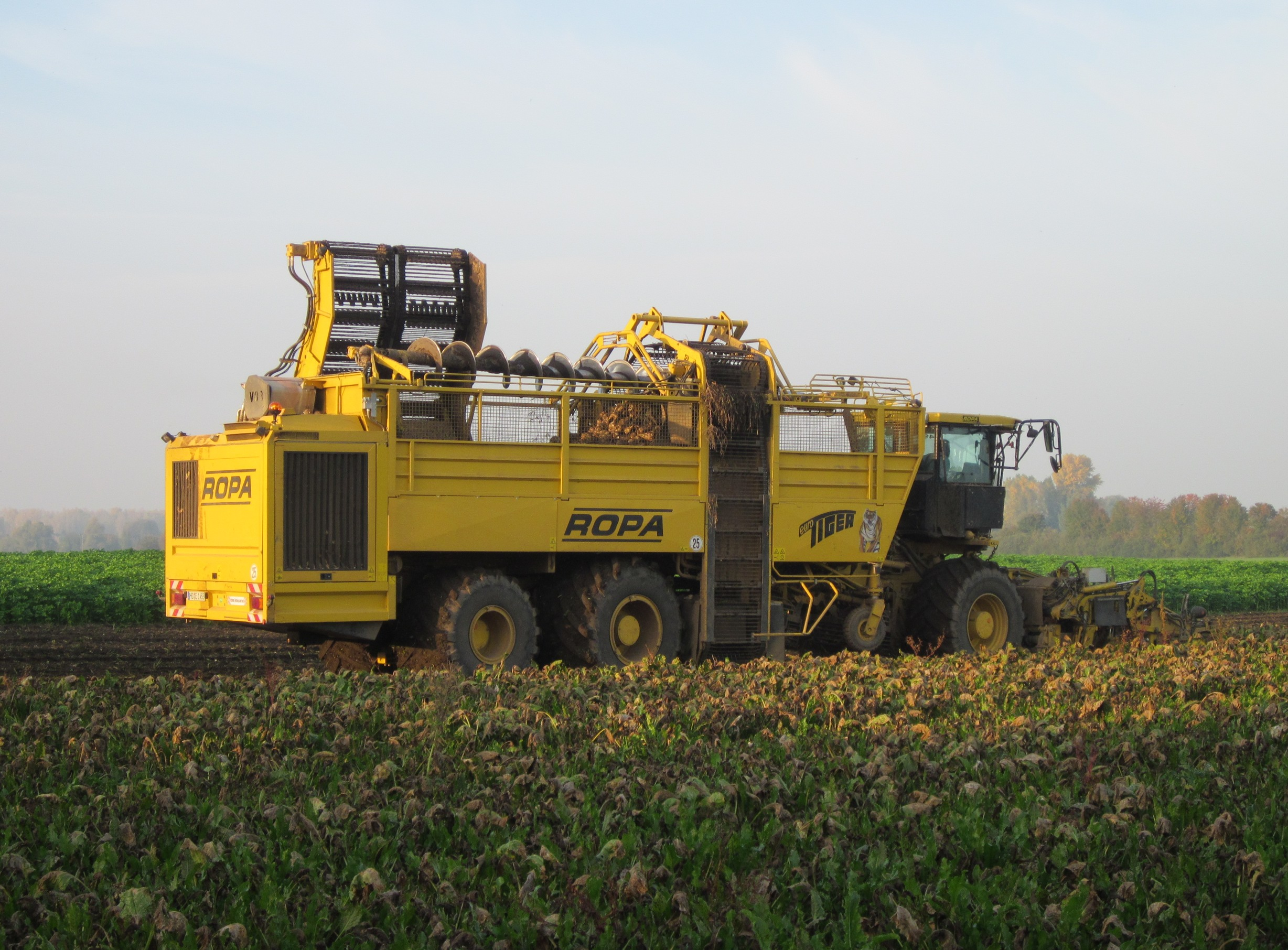
ROPA Euro Tiger
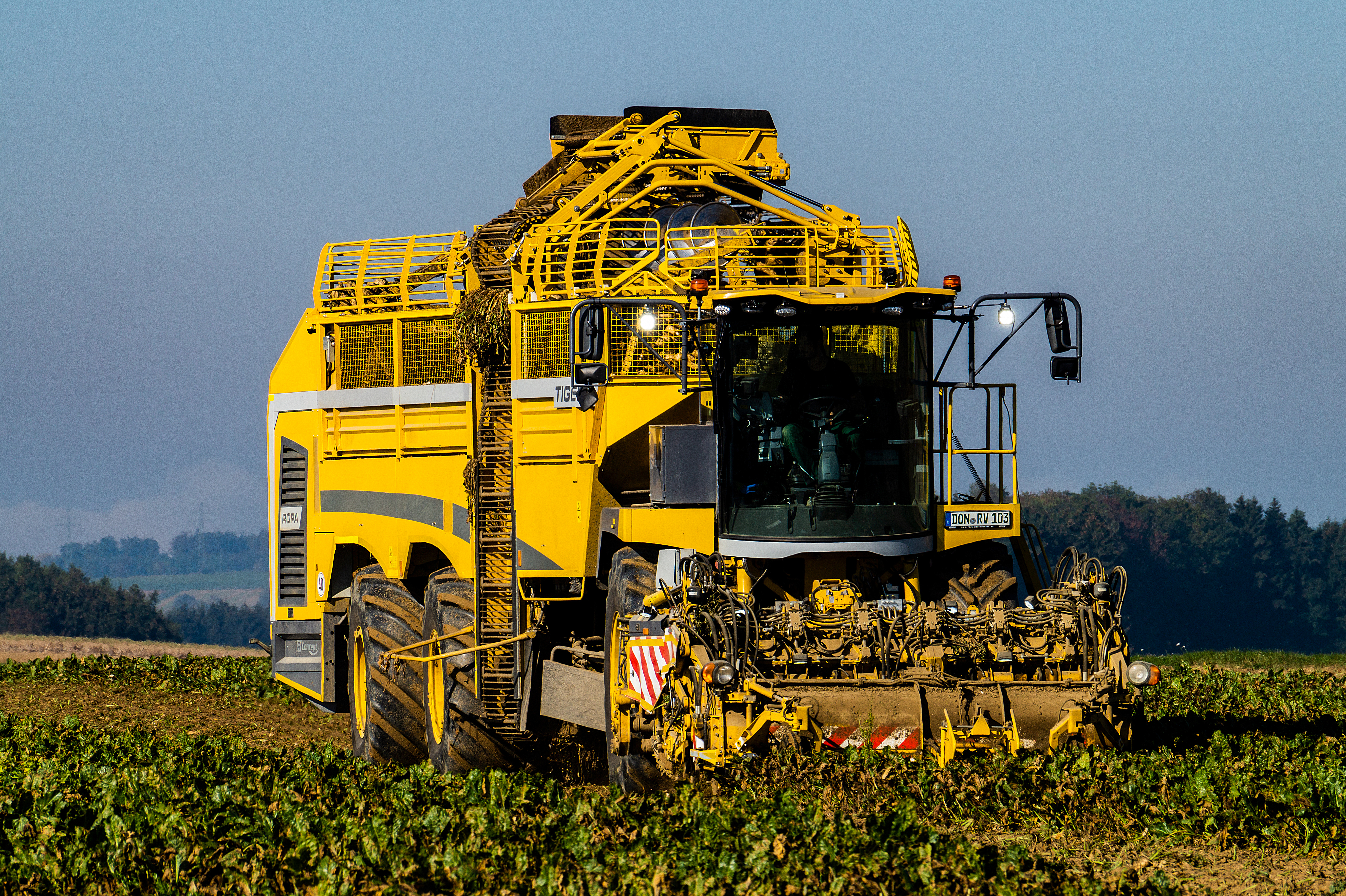
ROPA Tiger 6
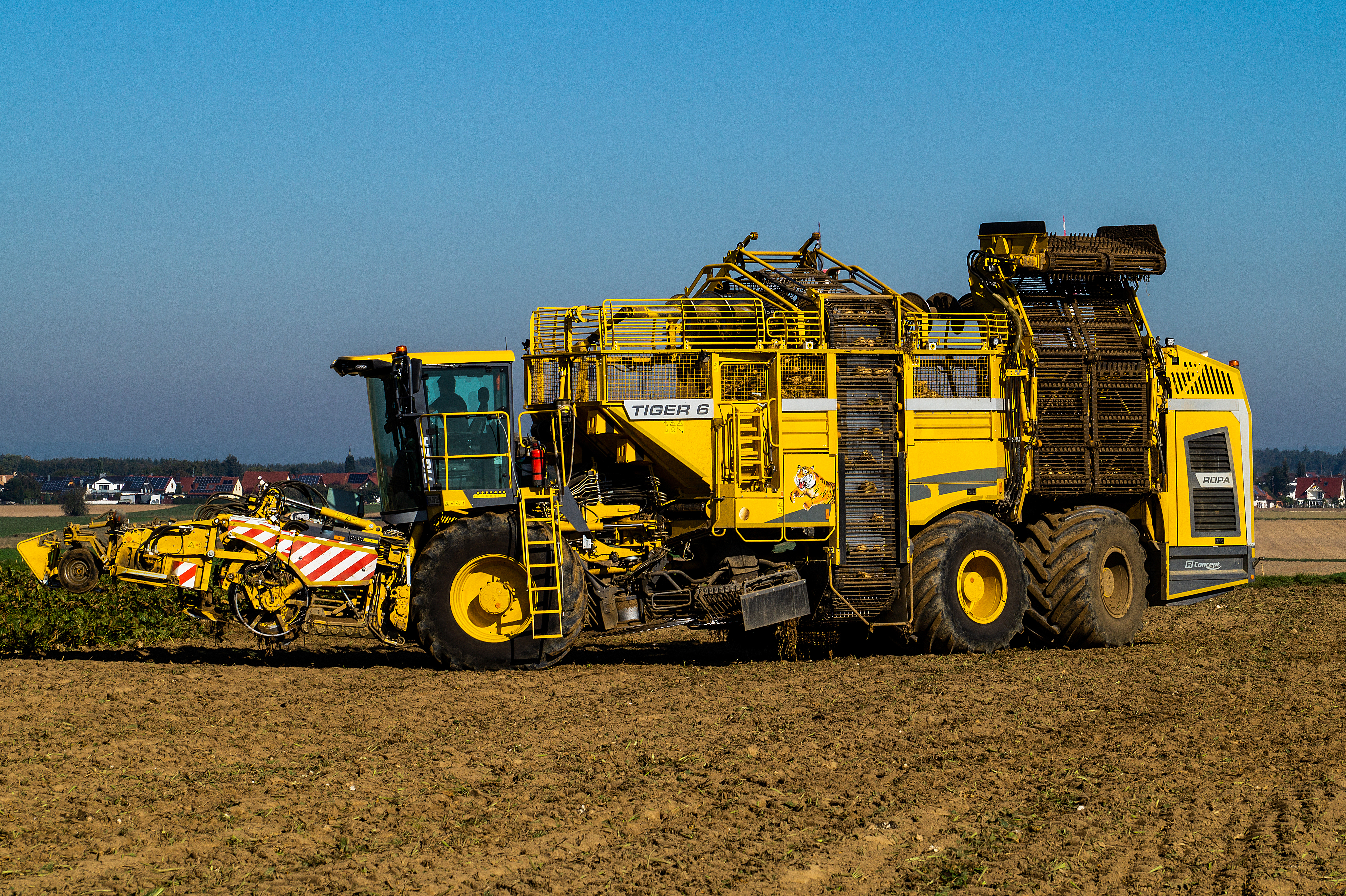
ROPA Tiger 6
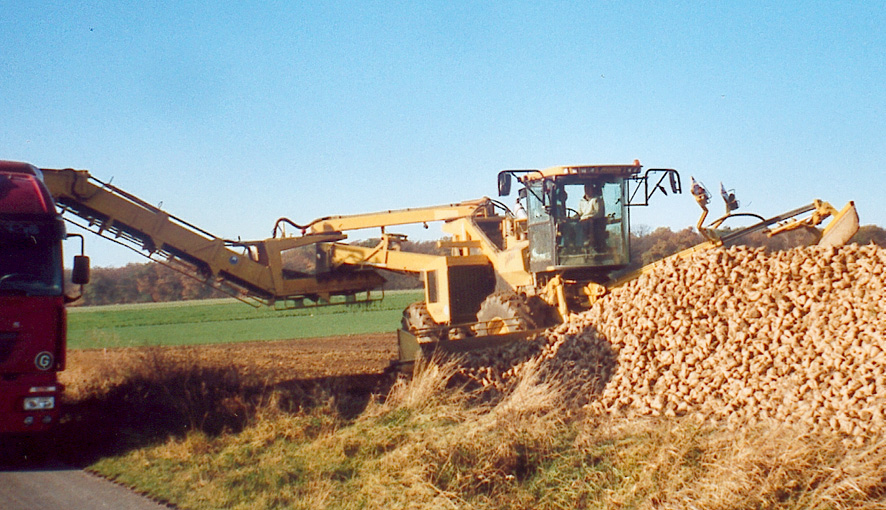
Ropa Euro Maus 2
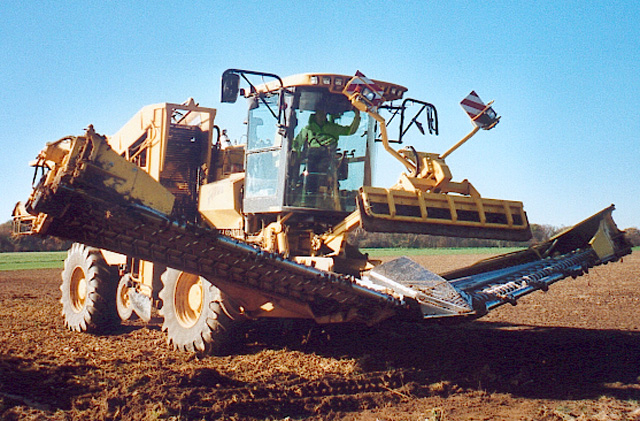
Ropa Euro Maus 2
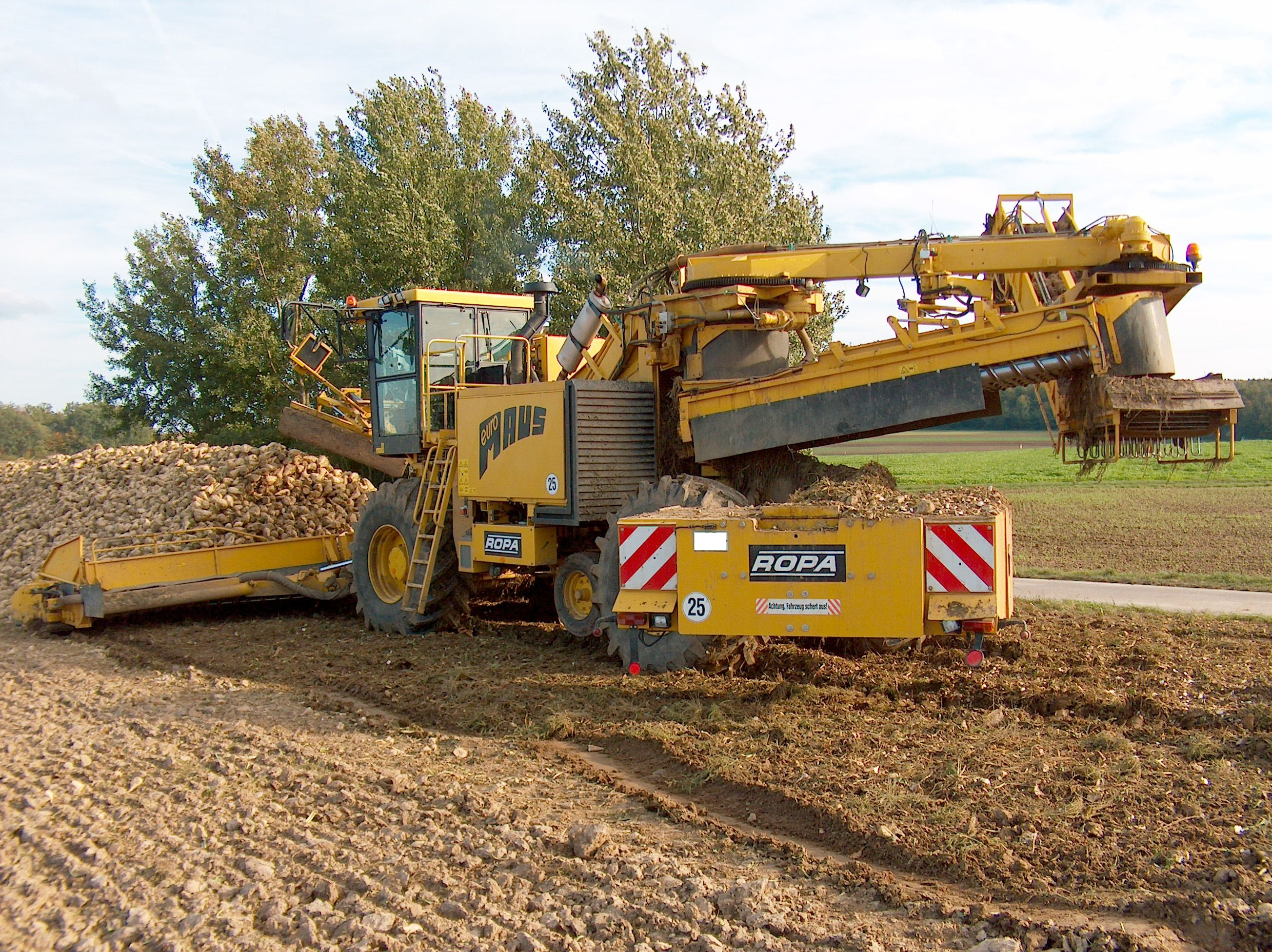
Ropa Euro Maus 2
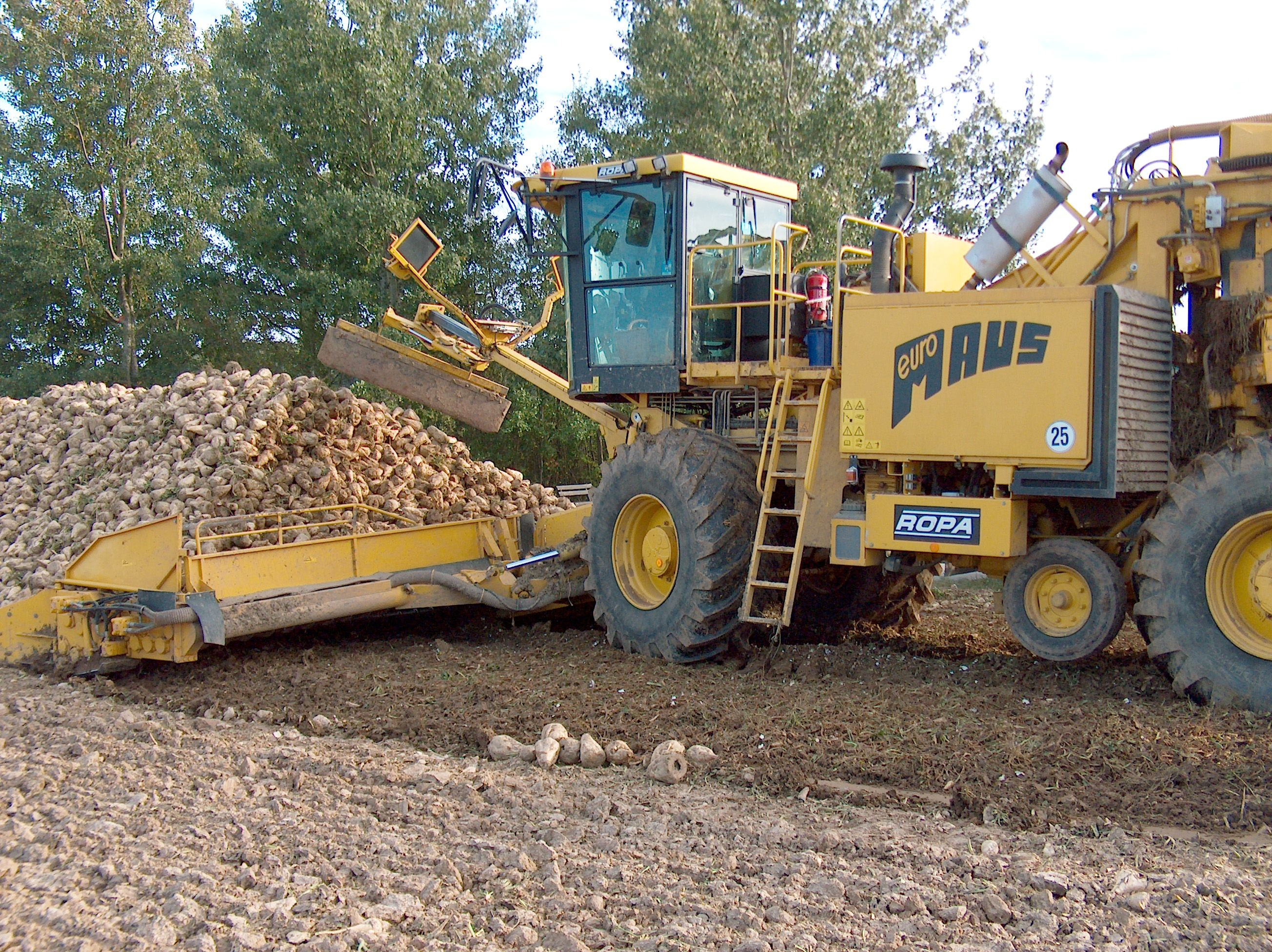
Ropa Euro Maus 2
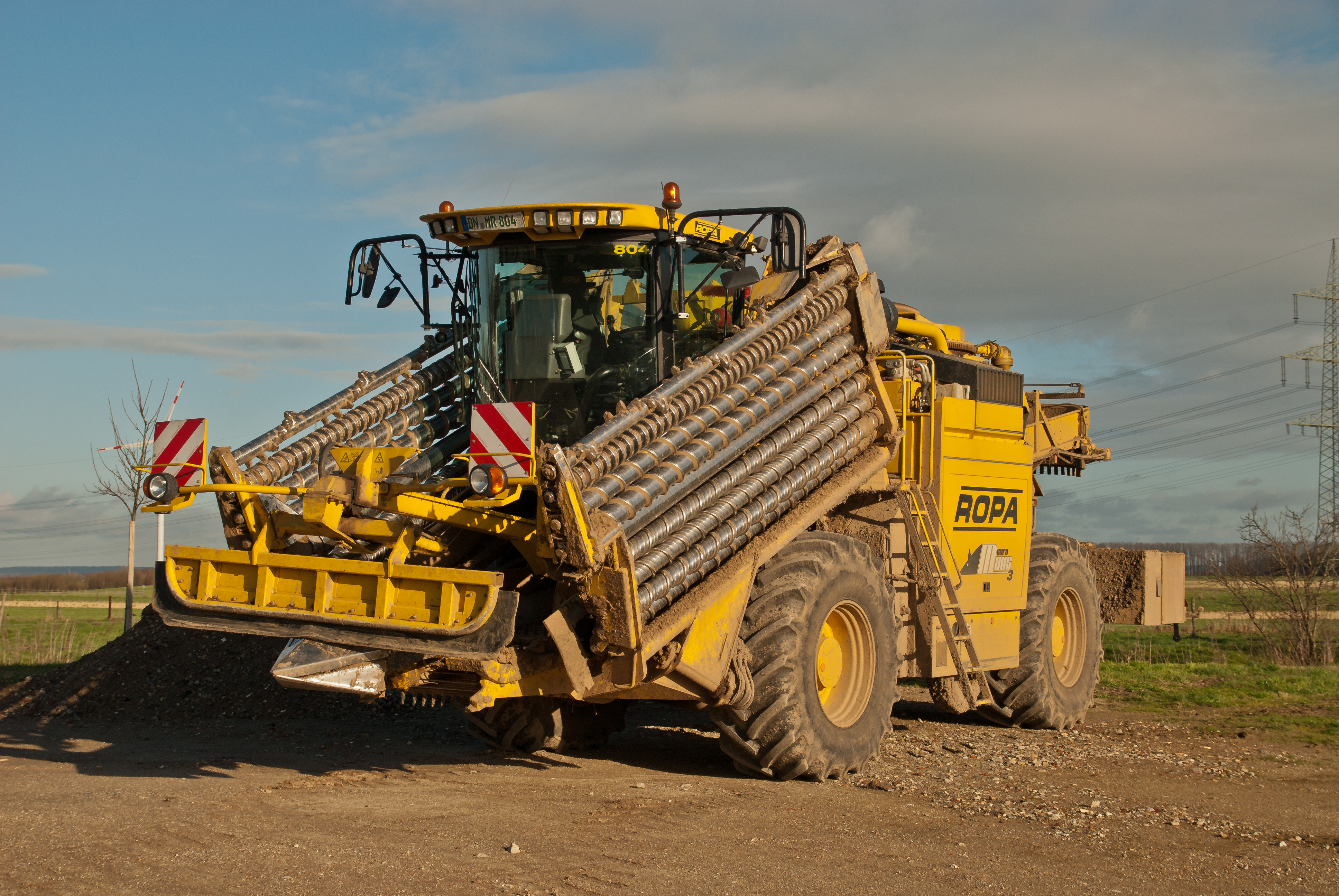
Ropa Euro Maus 3
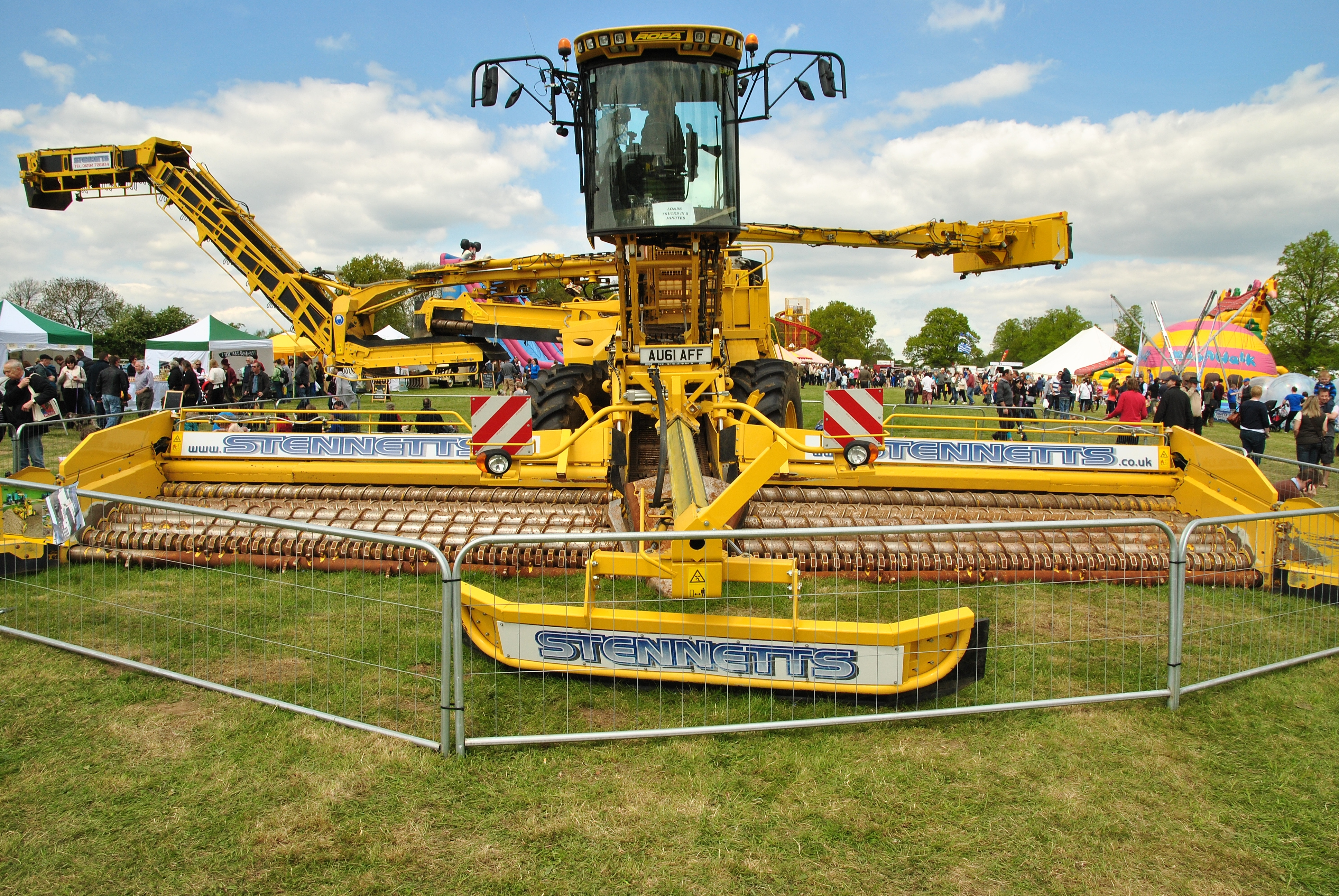
Ropa Euro Maus 4
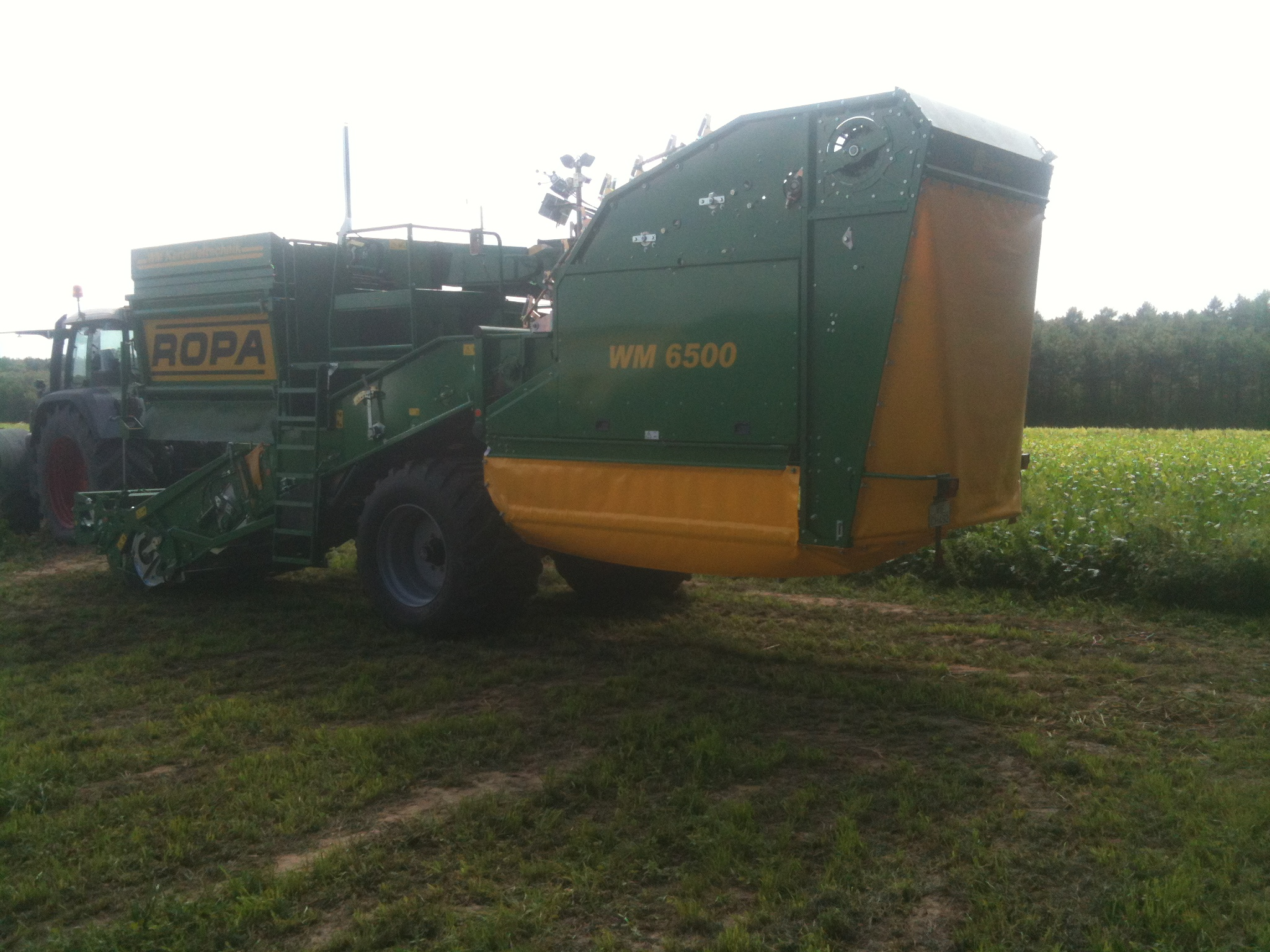
ROPA WM 6500

## Fordítás
Ez a szócikk részben vagy egészben  a   Ropa_Maschinenbau című német Wikipédia-szócikk fordításán alapul.  Az eredeti cikk szerkesztőit annak laptörténete sorolja fel. Ez a jelzés csupán a megfogalmazás eredetét és a szerzői jogokat jelzi, nem szolgál a cikkben szereplő információk forrásmegjelöléseként.